# Ferrovia Tientsin-Shanhaiguan
La ferrovia Tientsin-Shanhaiguan (in cinese 津山铁路) è un'importante linea ferroviaria cinese posta a nord-est della Cina che collega la Tientsin con Shanhaiguan, attraversando Tientsin e Hopei.

## Storia
Nel 1879, a causa della costruzione della miniera di carbone di Kaiping, era necessario un sistema di trasporto conveniente e conveniente per trasportare la miniera di carbone da Tangshan a Tianjin. Pertanto, il Kaiping Mining Bureau fece domanda per la costruzione di una ferrovia per il trasporto. Questo piano fu approvato anche da Li Hongzhang e Li Hongzhang interpretò il ruolo. Il tribunale, ha chiesto la costruzione. Tuttavia, a causa dell'opposizione di alcuni duri funzionari della dinastia Qing, il piano non fu attuato. Invece, fu costruito un canale da Lutai a Xugezhuang (non poteva essere costruito a Tangshan a causa della topografia) Il canale fu aperto nel marzo 1881. Tuttavia, il trasporto delle miniere di carbone da Tangshan a Xugezhuang non è stato risolto a causa dell'impossibilità di raggiungere Tangshan.
La ferrovia fu costruita a tratte tra il 1886 e il 1897, venne raddoppiata tra gli anni trenta e gli anni cinquanta.

## Percorso
| Continuation backward |

| Non-passenger station/depot on track |

| Unknown route-map component "CONTgq" | Junction both to and from right |  |

| Stop on track |

|  | Unknown route-map component "ABZg+l" | Unknown route-map component "CONTfq" |

| Unknown route-map component "tCONTgq" | Unknown route-map component "ABZg+r" |  |

| Station on track |

|  | Unknown route-map component "ABZgl" | Unknown route-map component "CONTfq" |

| Unknown route-map component "eHST" |

| Stop on track |

| Stop on track |

| Station on track |

| Unknown route-map component "KRW+l" | Unknown route-map component "KRWgr" |  |

| Small non-passenger station on track | Straight track |  |

| Small non-passenger station on track | Straight track |  |

| Unknown route-map component "ENDEe" | Stop on track |  |

| Stop on track |

| Stop on track |

| Stop on track |

| Stop on track |

| Unknown route-map component "CONTgq" | Unknown route-map component "KRZu" | Unknown route-map component "CONTfq" |

| Stop on track |

| Unknown route-map component "CONTgq" | Junction both to and from right |  |

| Stop on track |

|  | Unknown route-map component "ABZg+l" | Unknown route-map component "CONTfq" |

| Station on track |

|  | Unknown route-map component "ABZgl" | Unknown route-map component "CONTfq" |

| Stop on track |

|  | Unknown route-map component "ABZgl" | Unknown route-map component "CONTfq" |

| Stop on track |

| Unknown route-map component "CONTgq" | Unknown route-map component "ABZg+r" |  |

| Stop on track |

|  | Unknown route-map component "ABZgl" | Unknown route-map component "CONTfq" |

| Stop on track |

| Stop on track |

| Stop on track |

| Stop on track |

| Stop on track |

| Stop on track |

| Stop on track |

| Stop on track |

| Stop on track |

| Stop on track |

| Stop on track |

| Unknown route-map component "CONTgq" | Unknown route-map component "ABZg+r" |  |

| Unknown route-map component "CONTgq" | Unknown route-map component "ABZg+r" |  |

| Unknown route-map component "CONTgq" | Unknown route-map component "ABZg+r" |  |

| Station on track |

| Unknown route-map component "KRW+l" | Unknown route-map component "KRWgr" |  |

| Unknown route-map component "LSTR" | Stop on track |  |

| Unknown route-map component "KRWl" | Unknown route-map component "KRWg+r" |  |

| Stop on track |

|  | Unknown route-map component "ABZgl" | Unknown route-map component "CONTfq" |

|  | Continuation forward |